# Blühendes Barock

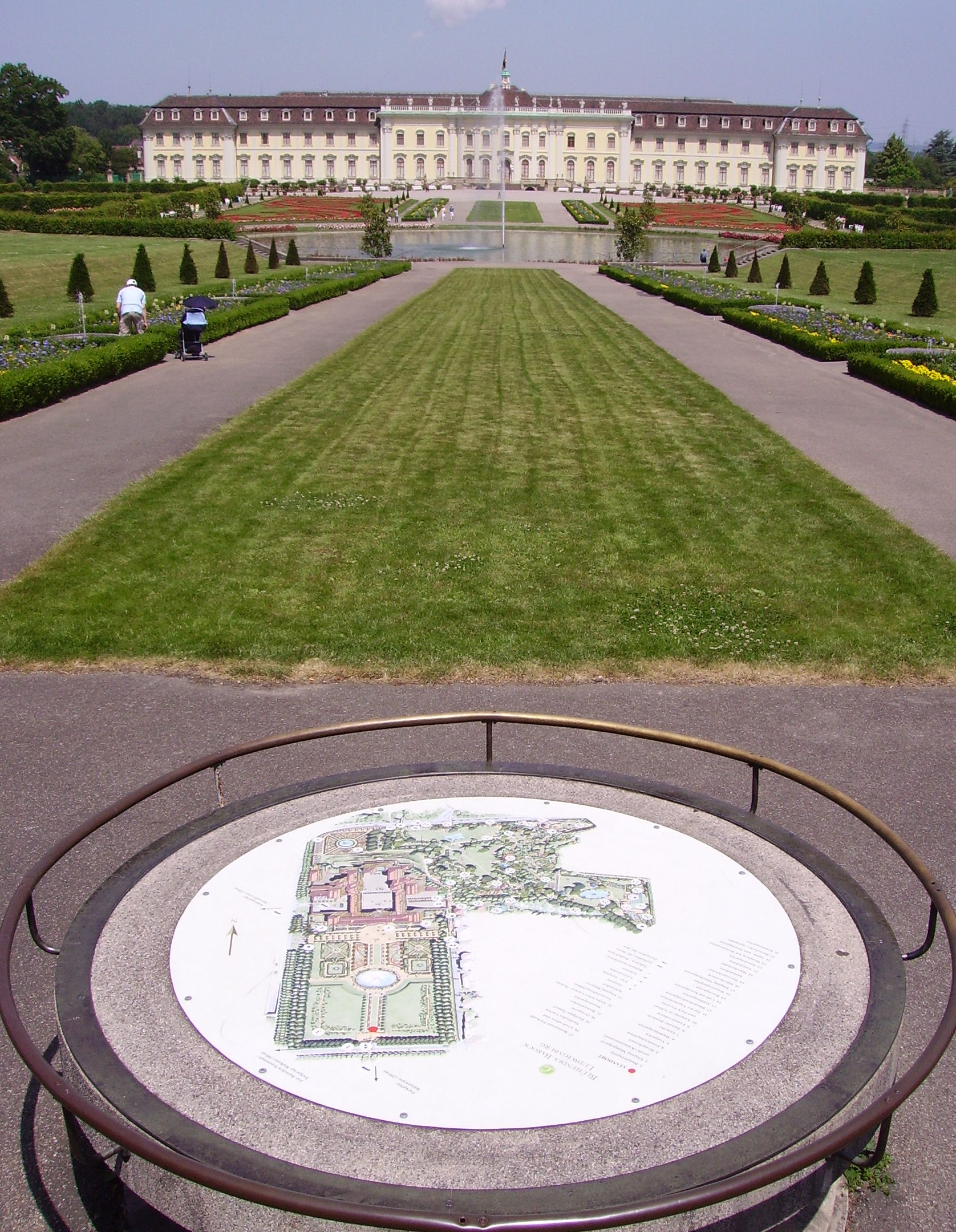
Plan und Schloss

Als Blühendes Barock werden die Gärten um das Residenzschloss in Ludwigsburg in Baden-Württemberg bezeichnet.

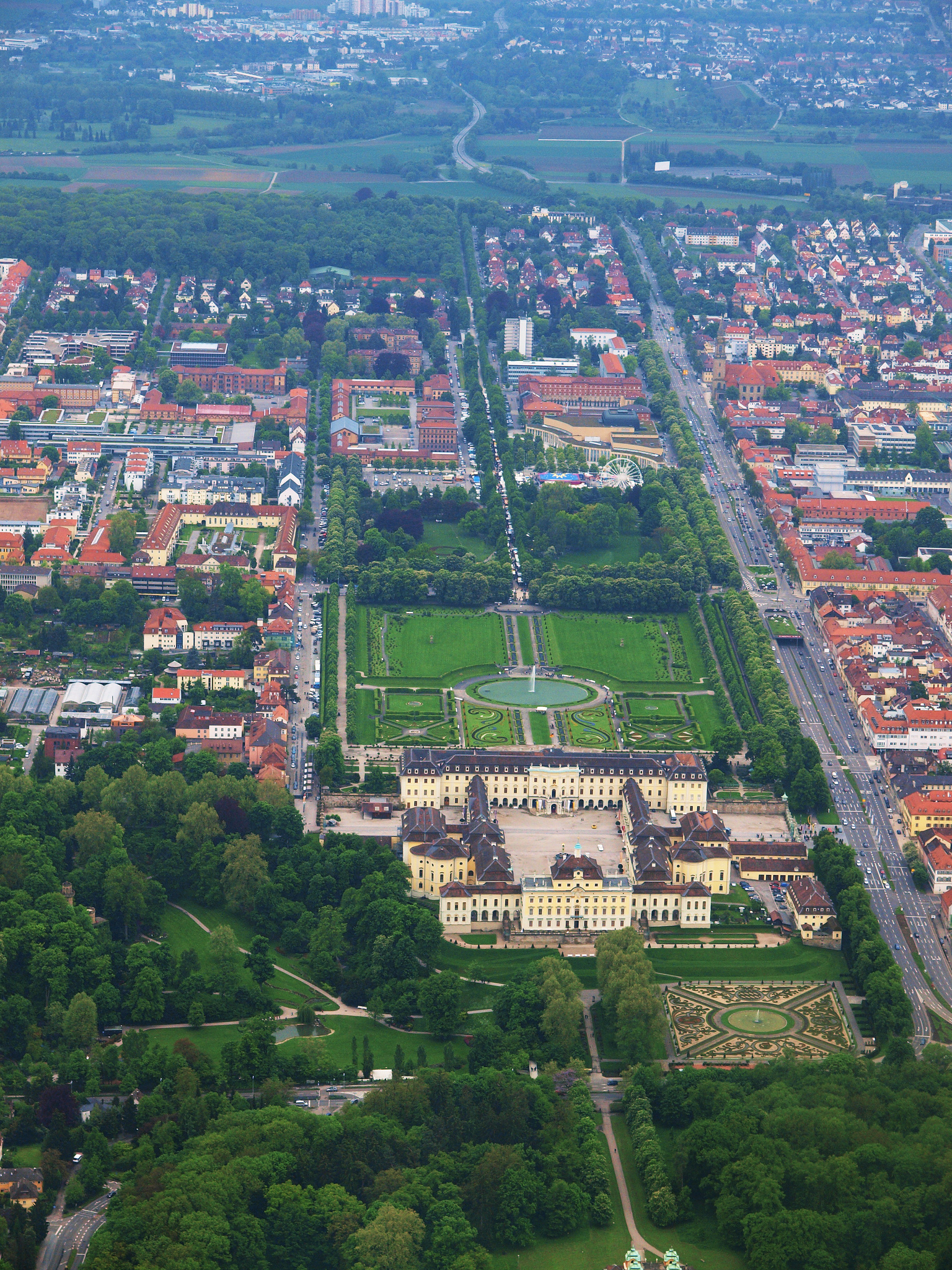
Luftaufnahme Schloss und Blühendes Barock in Ludwigsburg aus dem Jahr 2010

## Beschreibung der Anlage
Das Schloss Ludwigsburg ist auf drei Seiten von Gartenanlagen mit einer Fläche von insgesamt 30 Hektar umgeben.

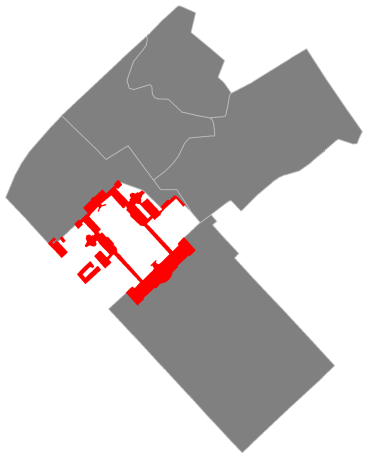
Lage
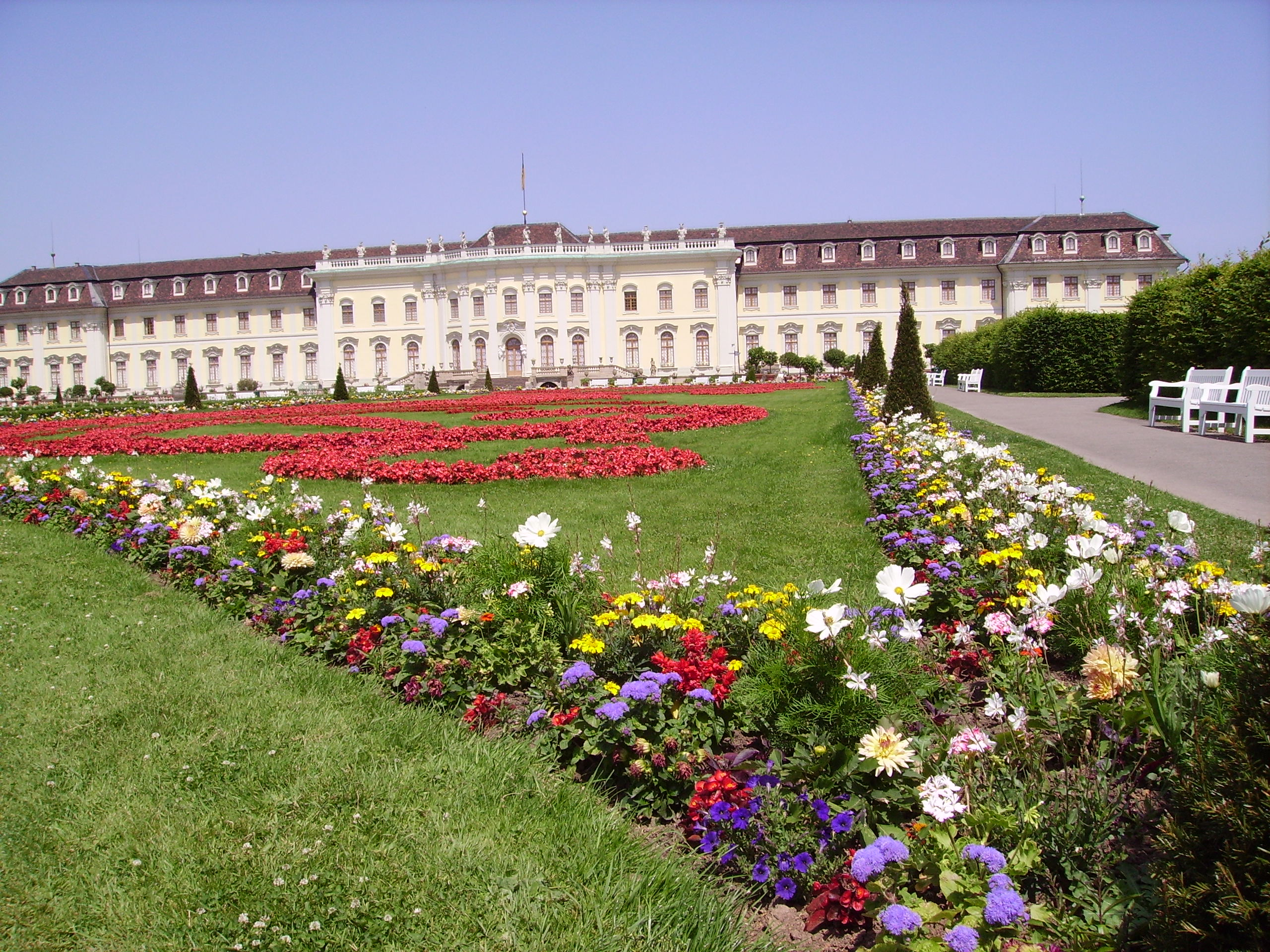
Blumenbeete vor dem Schloss
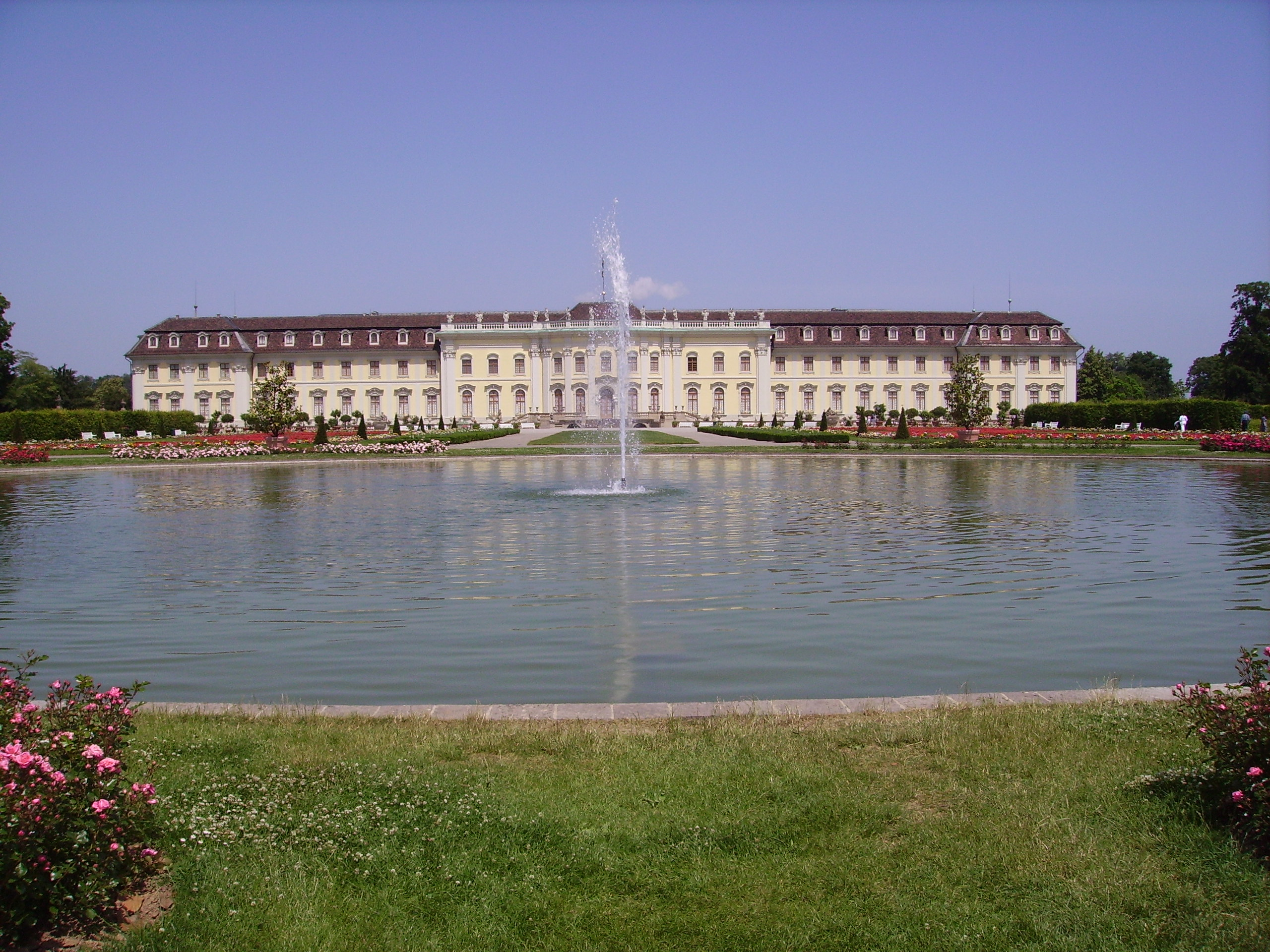
Schloss
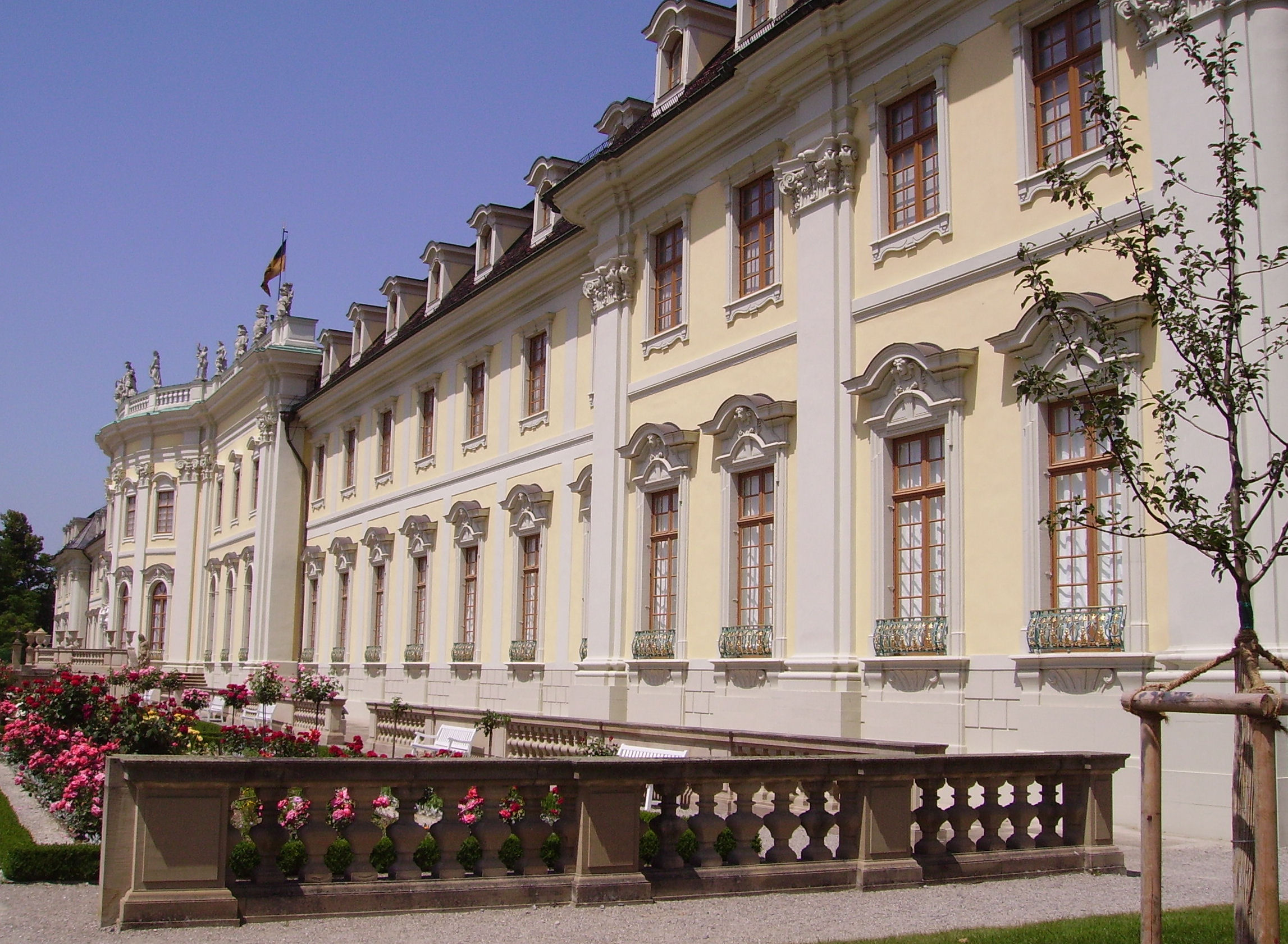
Schlossfassade

### Südgarten
Die Südseite bildet den Haupteingangsbereich des gesamten Gartens: Ein breiter Zugangsweg wird von einem runden See unterbrochen. Links und rechts befinden sich Anlagen im Stil eines französischen Barockgartens.

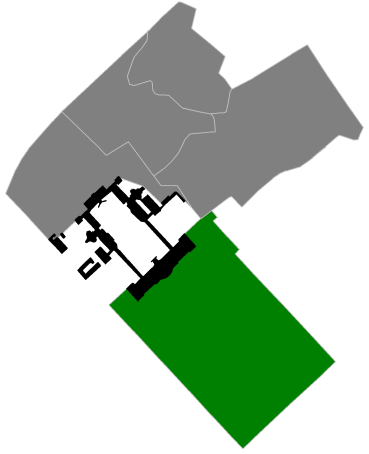
Lage
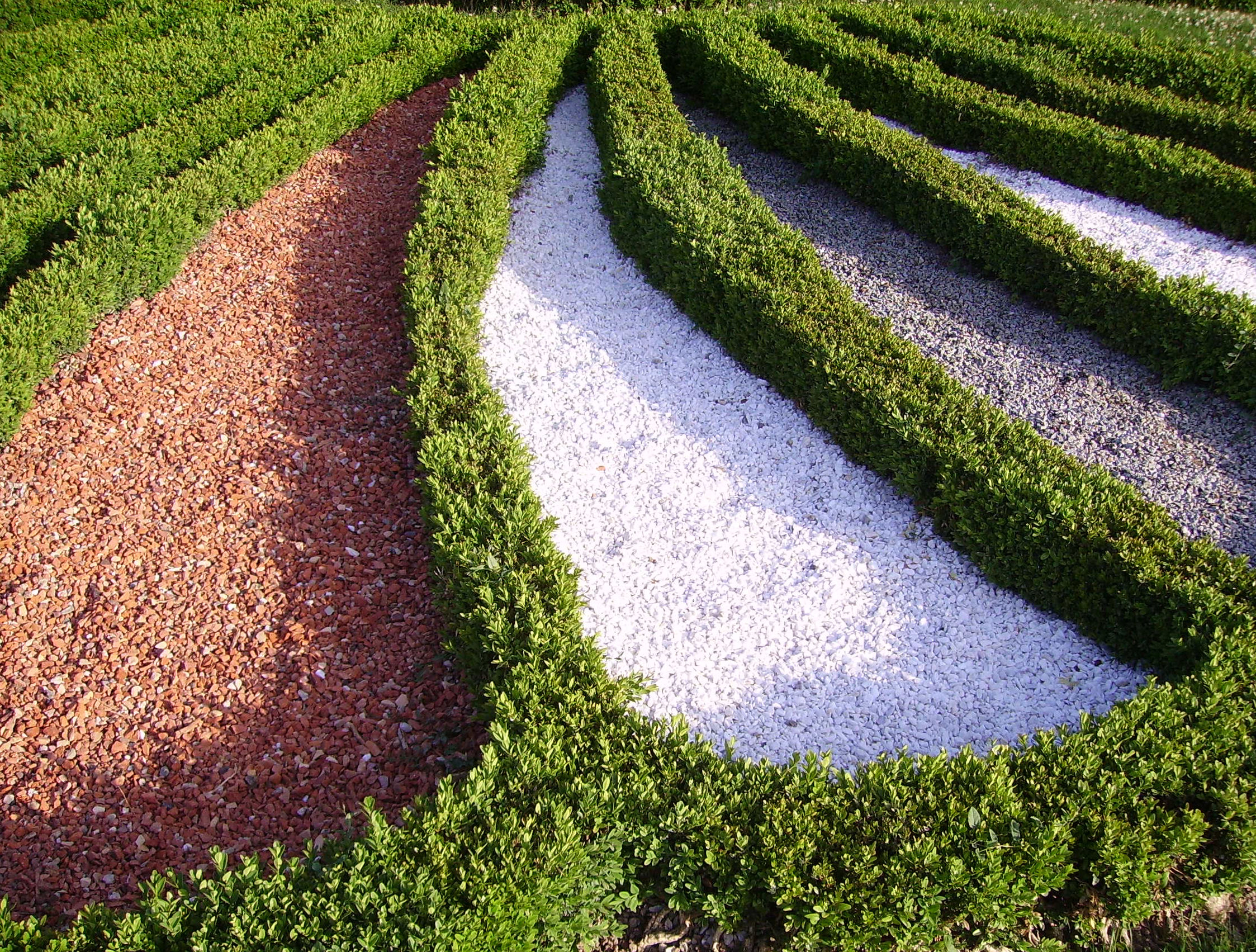
Broderie im Südgarten
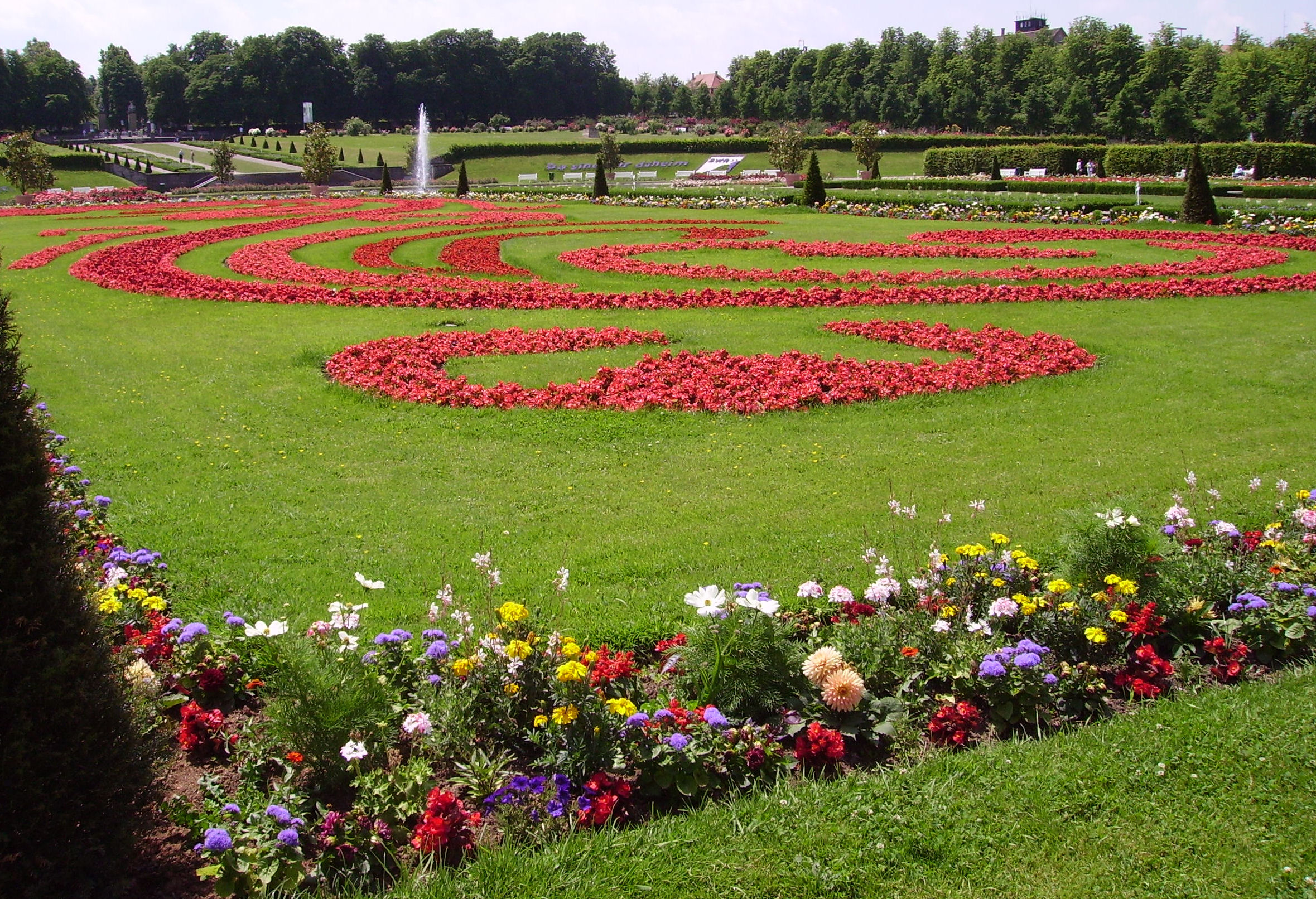
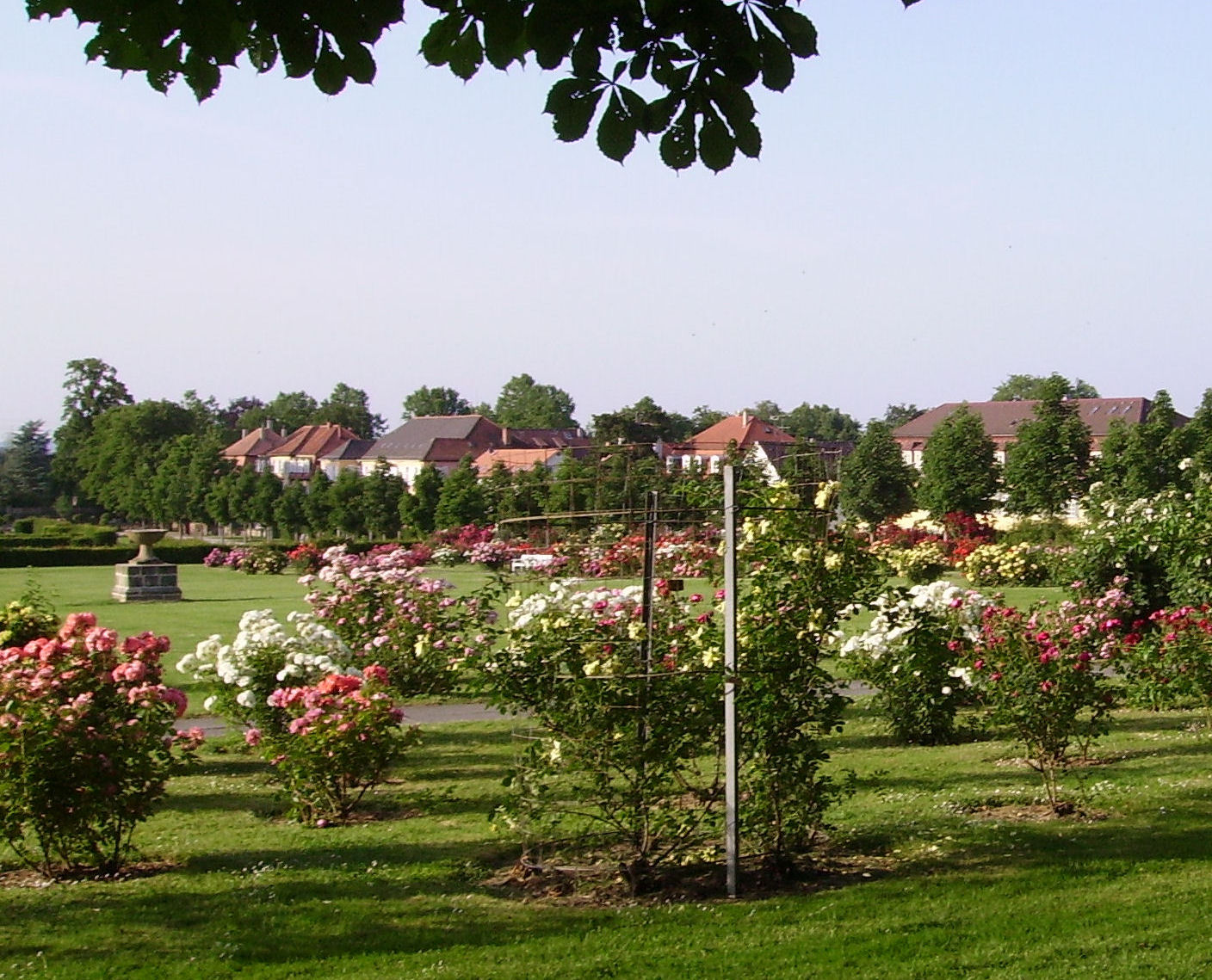

### Nordgarten
Im Nordgarten hin zu Schloss Favorite liegen verschiedene Terrassen und eine barocke Broderie um ein Bassin mit Mittelfontäne. Außerdem finden sich dort Volieren mit exotischen Vögeln.

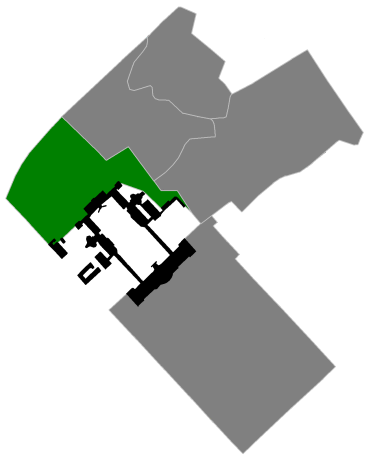
Lage
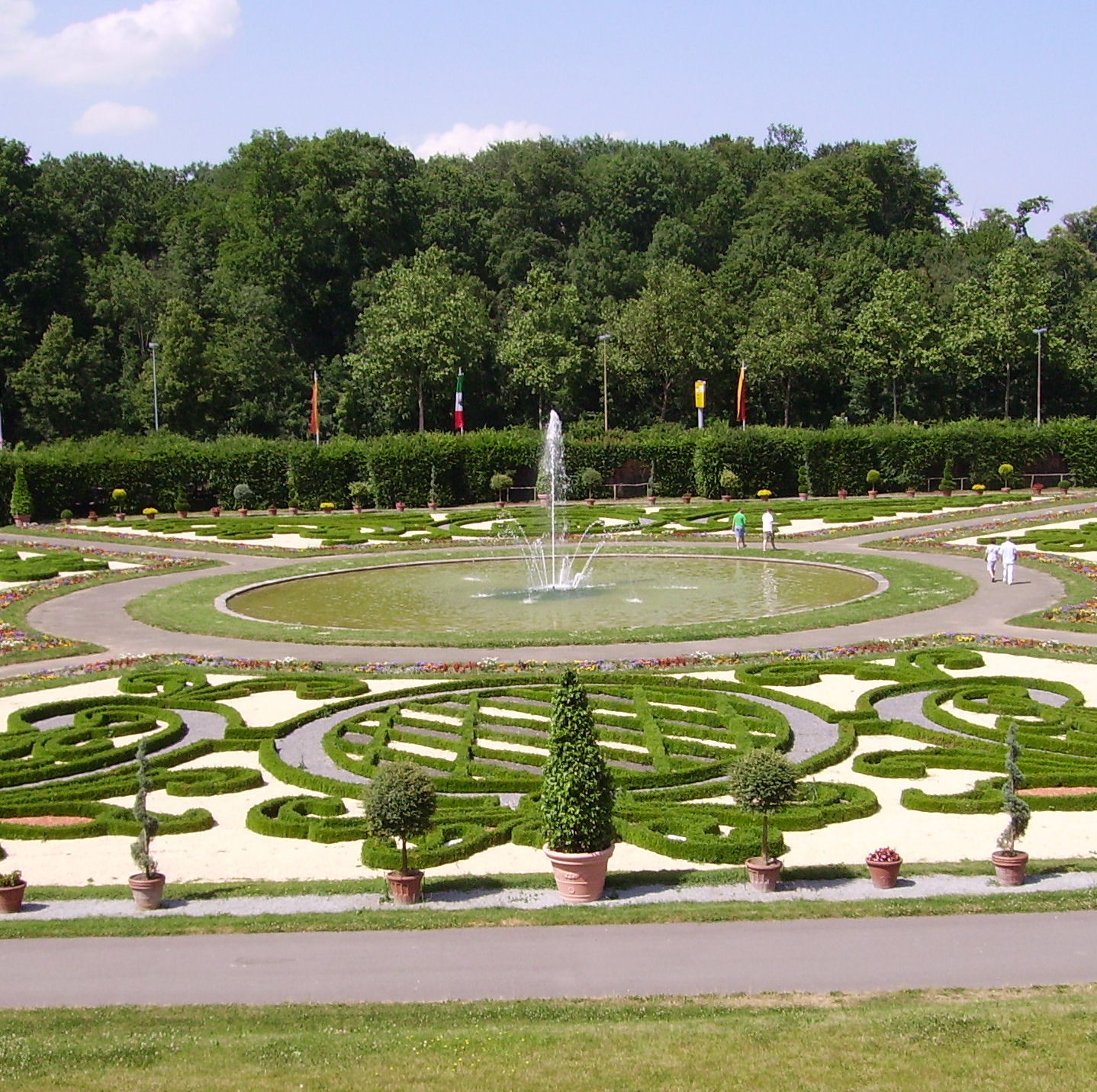
Springbrunnen und Broderien
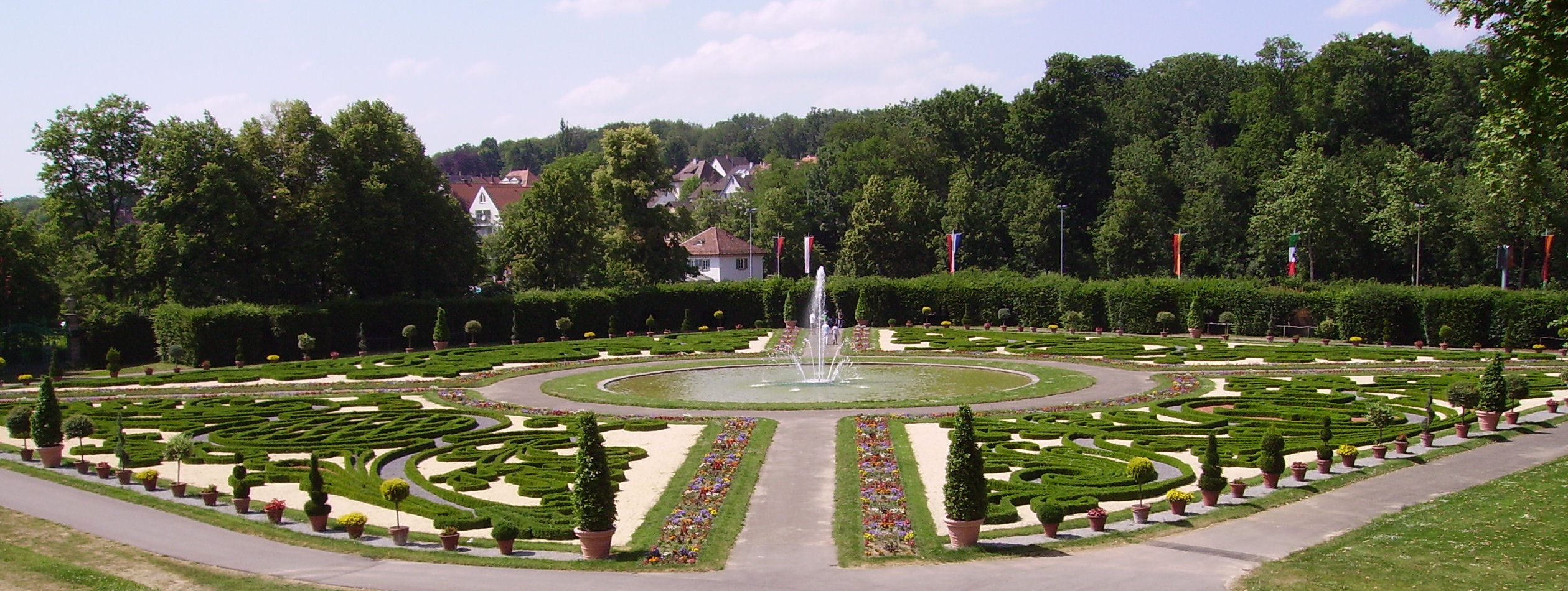
Springbrunnen und Broderien
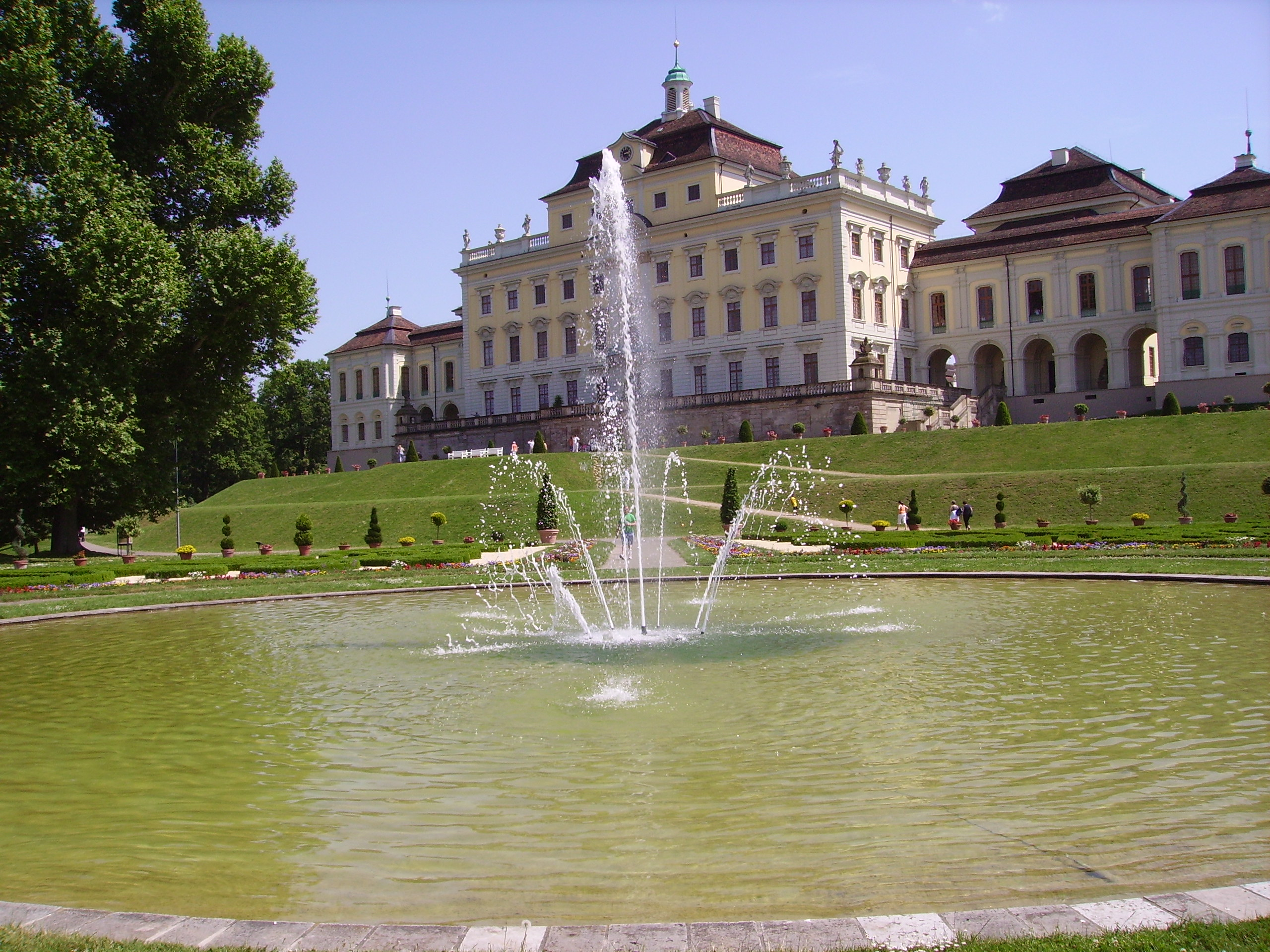
Blick zur Rückseite des Schlosses

### Oberer Ostgarten
Der Ostgarten im englischen Stil besteht aus zwei Teilen. Im oberen Teil befindet sich der Schüsselesee, um den historische Spieleinrichtungen wie Karussell, Schaukel, Schiffchenschaukel und Kegelbahnen aufgestellt sind. Außerdem wurde dort ein antikes Aquädukt, ein mediterraner Weinberg und ein Känguruhhaus mit Gehege errichtet. Dem Ludwigsburger Theologen David Friedrich Strauß wurde hier zu Beginn des 20. Jahrhunderts ein Denkmal errichtet. Der Sardische Garten ist eine 150 × 30 Meter große Freiflugvoliere, die unter anderem mit Flamingos, Ibissen, Störchen und Stockenten besetzt sowie mit einer typisch mediterranen Bepflanzung ausgestattet ist. In der Orangerie finden Blumenschauen und Kunstausstellungen statt. Der 30 Meter lange Posilippotunnel wurde 1801 als treppenlose Verbindung zum Unteren Obstgarten angelegt.

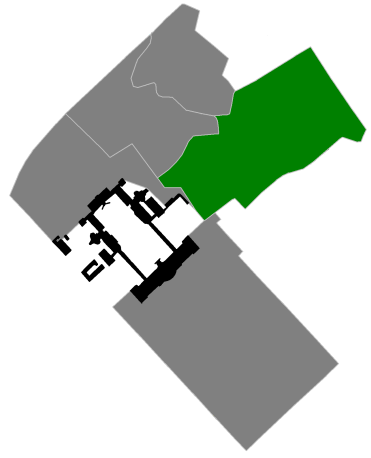
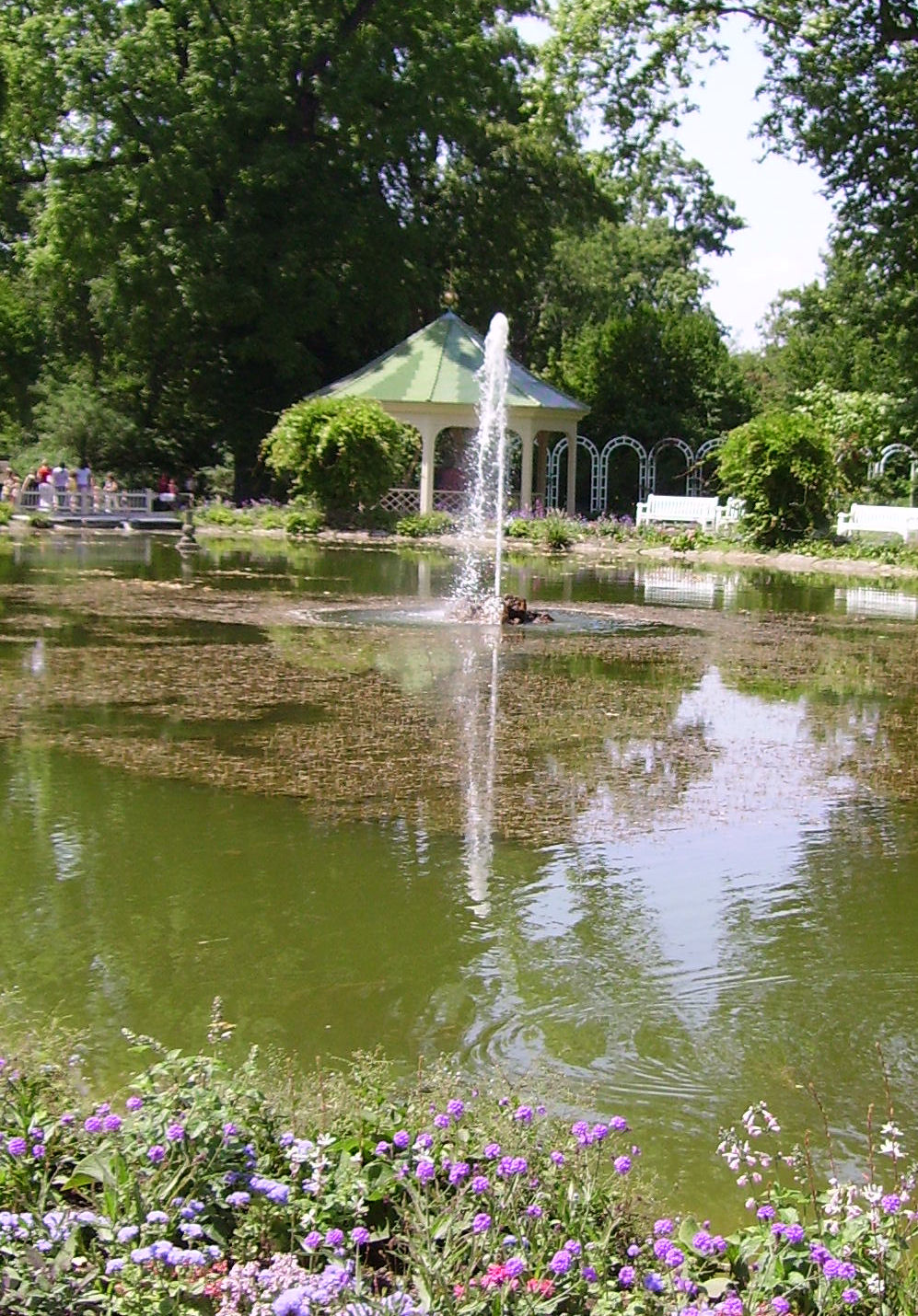
Schüsselesee
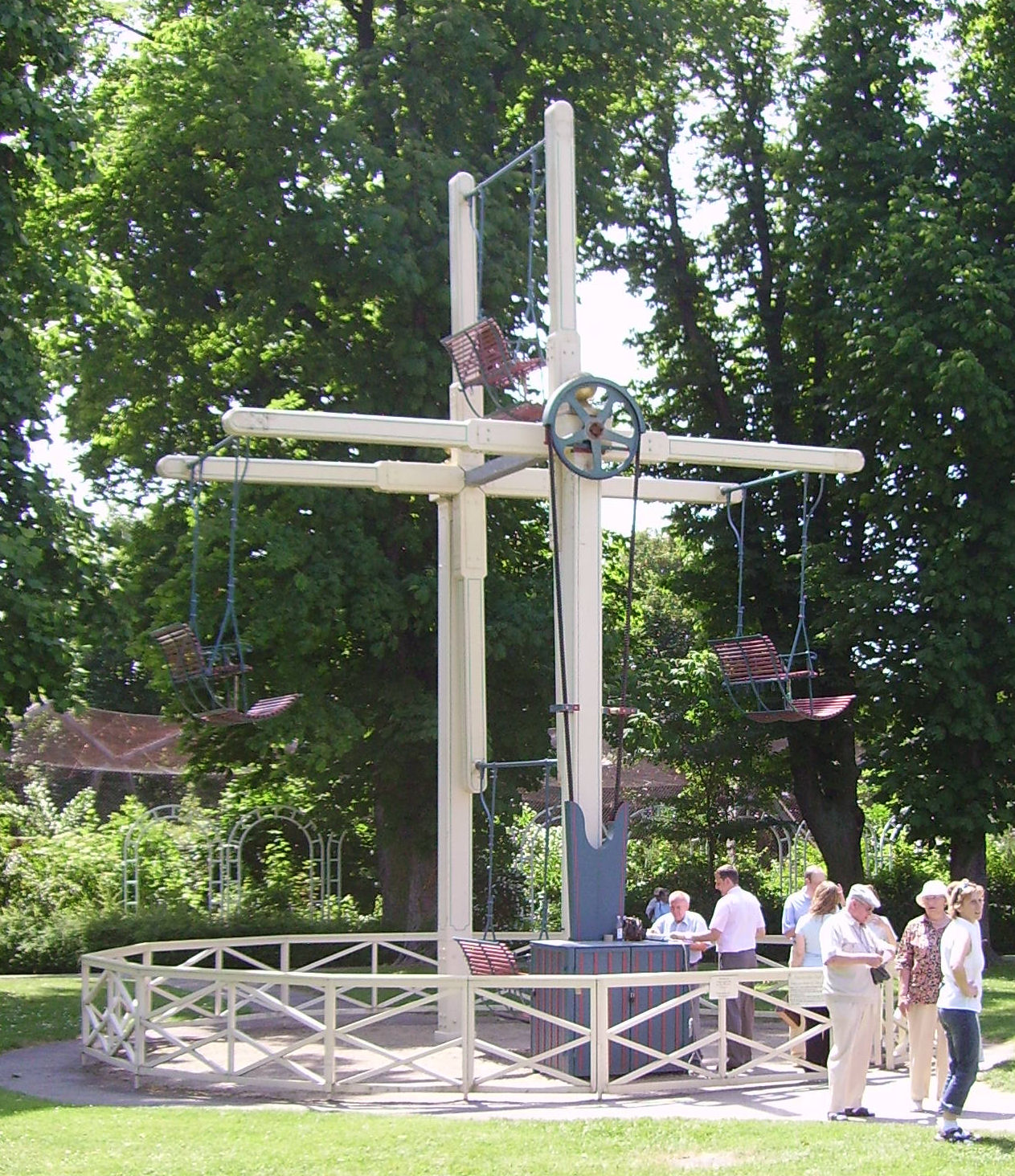
Russische Schaukel
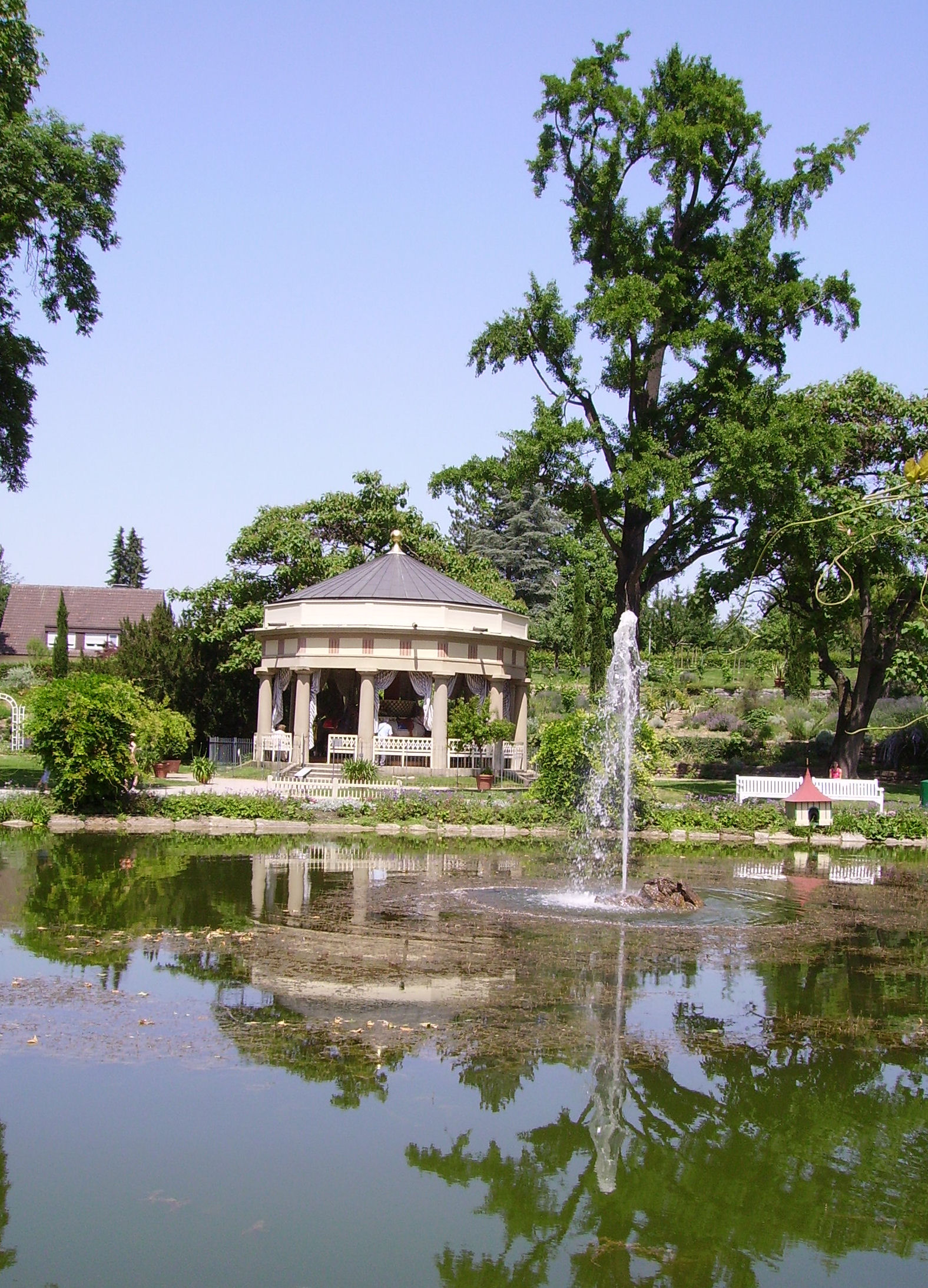
Karussell

### Unterer Ostgarten
Der untere Ostgarten wird von der Emichsburg im mittelalterlichen Stil überragt. Rund um eine große Rasenfläche gibt es das Tal der Vogelstimmen, den Astilben- und den Rhododendrongarten und mit dem Labyrinth einen Irrgarten. In den Steilhang unterhalb der Nordostecke des Schlosses ist der größte noch erhaltene Eiskeller einer süddeutschen Schlossanlage eingegraben. Das Gewölbe im Inneren ist rund 9,5 m hoch und 4,2 m breit. Der Zugang zum Schacht oberhalb des Gewölbes ist mit einer Strohhütte abgedeckt.

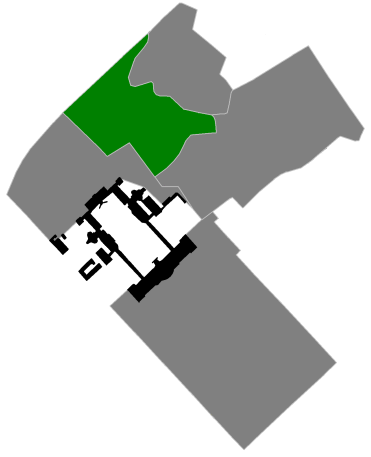
Lage
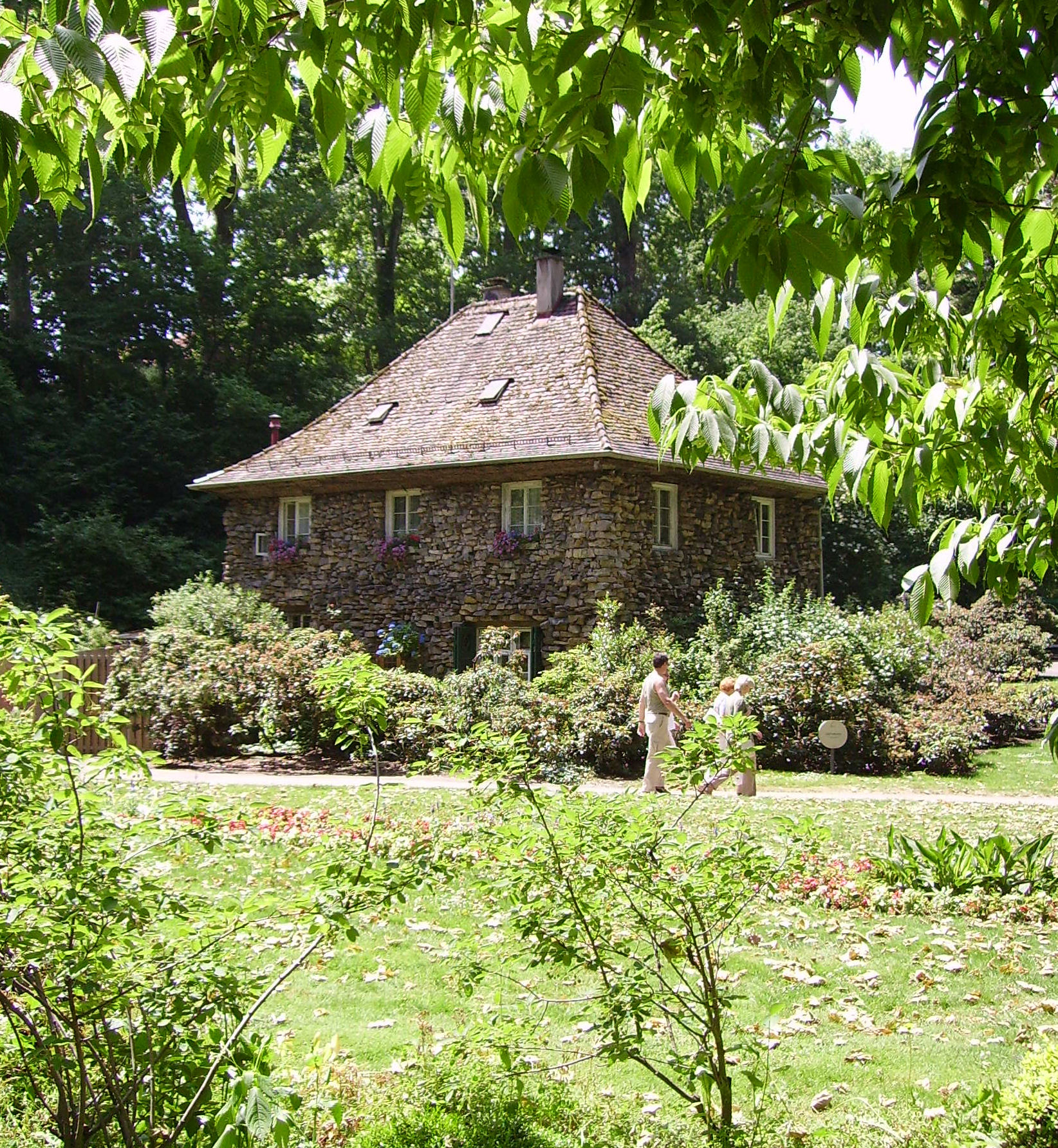
Altes Gärtnerhaus
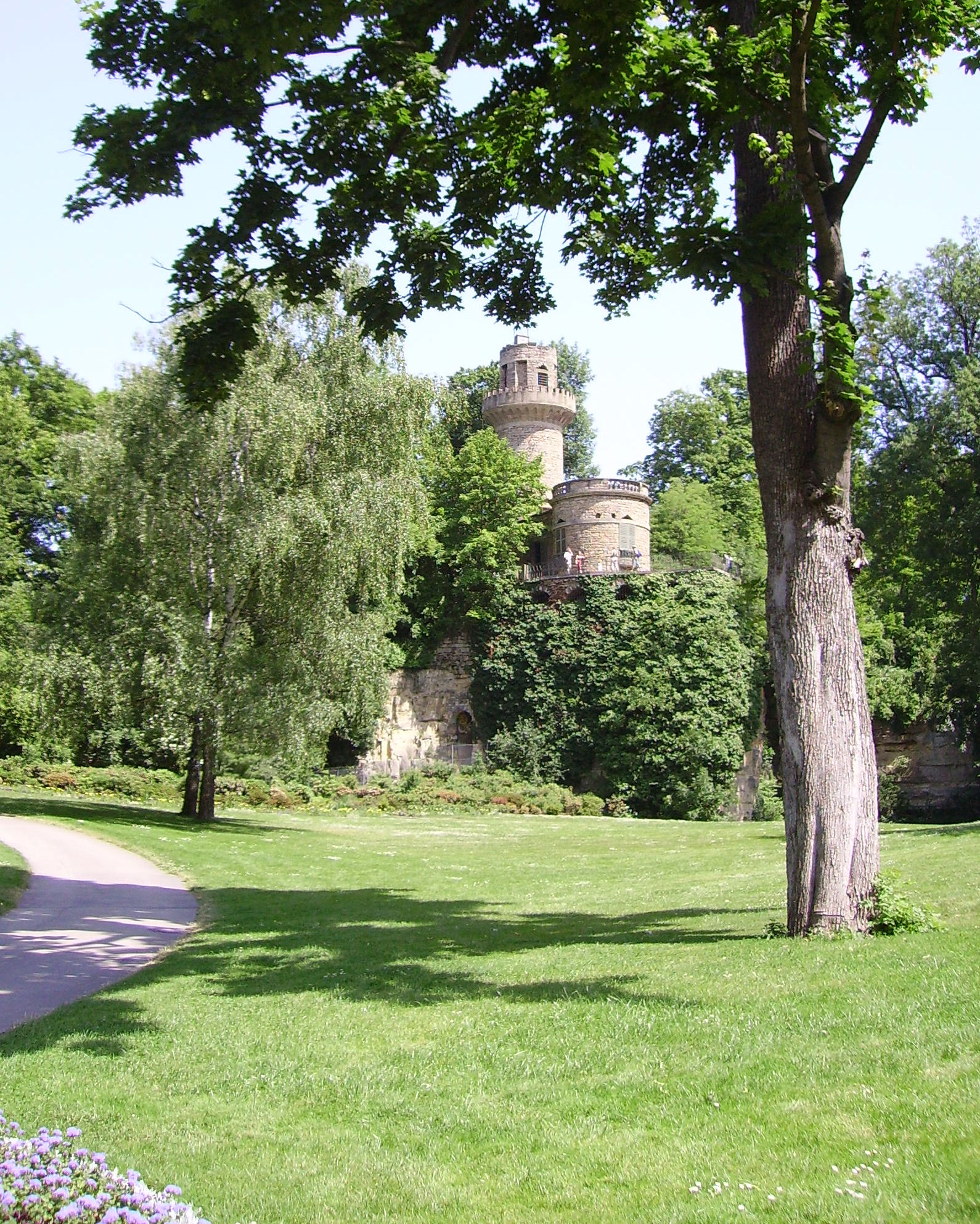
Rasenfläche
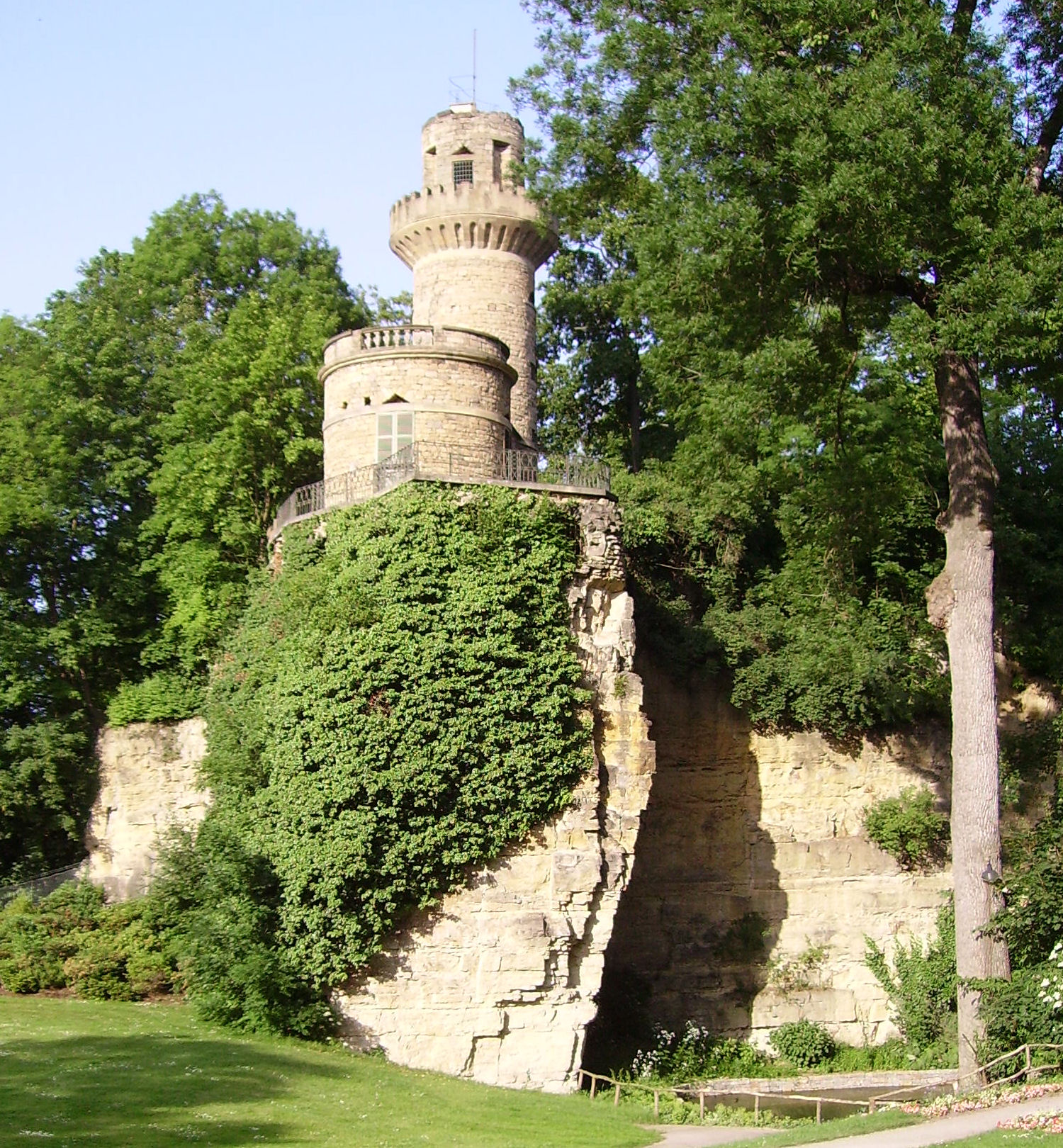
Blick auf die Emichsburg
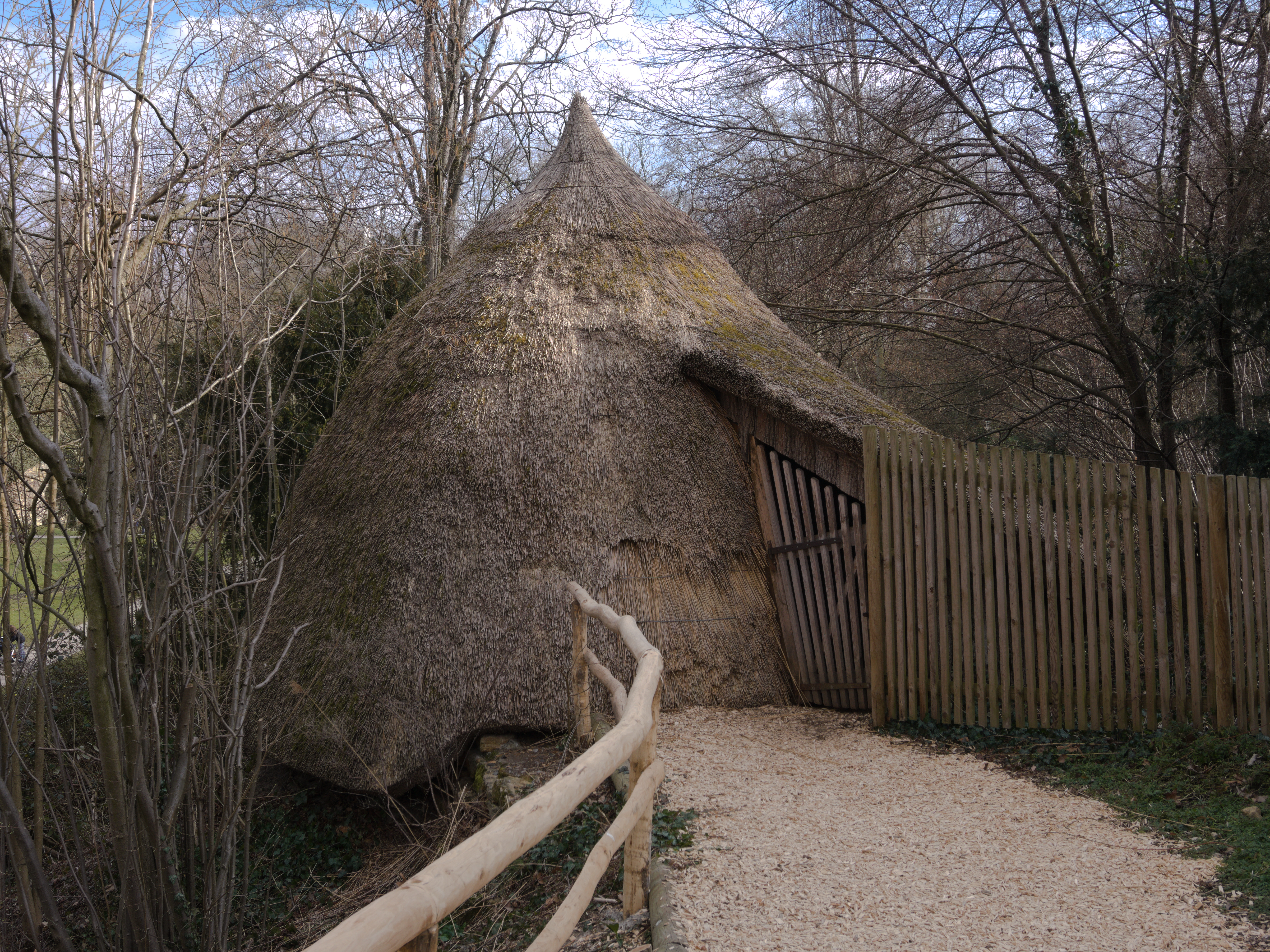
Strohhütte über dem Eiskeller

### Märchengarten
Seit 1959 befindet sich im Ostgarten ebenfalls der Märchengarten, in dem über 40 Märchenszenen dargestellt werden. Der Märchengarten wurde im Jahr 1959 auf Initiative von Albert Schöchle gegründet, der 1957 auf einer Fahrt zum Einkauf von Tieren zufällig den niederländischen Märchenwald im heutigen Freizeitpark Efteling in Kaatsheuvel bei Tilburg kennenlernte. Da Schöchle gerade auf der Suche nach einer neuen Attraktion für den Park war, griff er die Anregung mit Begeisterung auf, rechnete aber nicht damit, wie schwierig es war, die Aufsichtsratsmitglieder in Ludwigsburg von dem Projekt zu überzeugen. Schließlich gelang es ihm durch einen gemeinsamen Besuch des niederländischen Märchengartens, den er bewusst auf einen Sonntag legte; die großen Besuchermassen an diesem Tag dort überzeugten. 

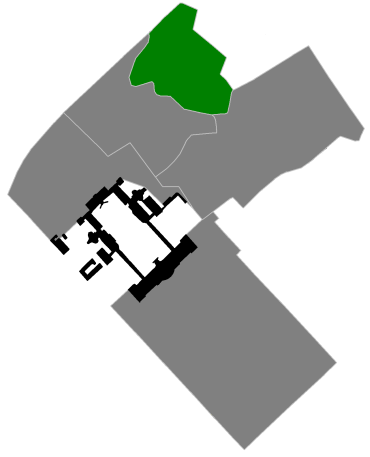
Lage
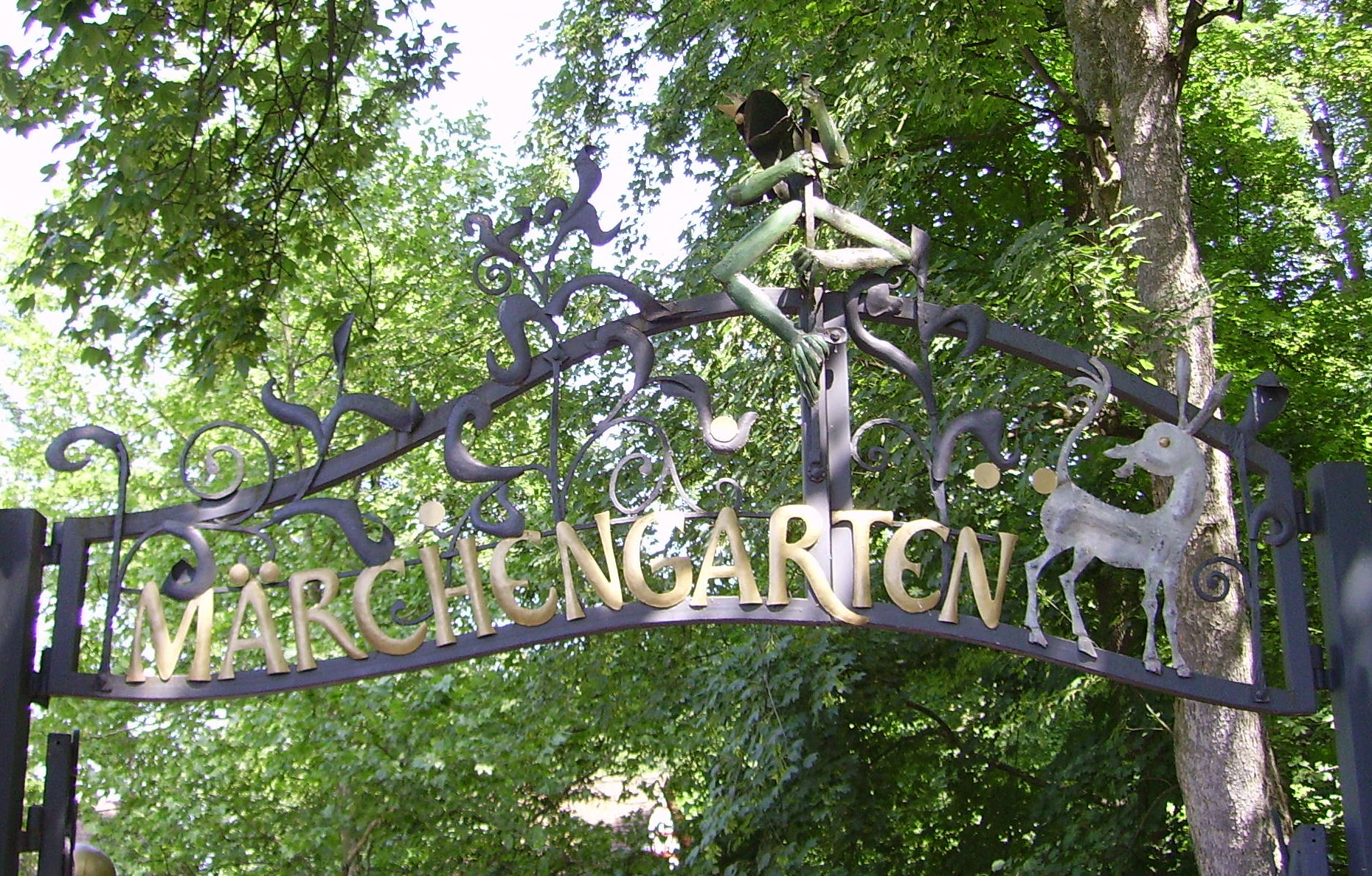
Eingang zum Märchengarten
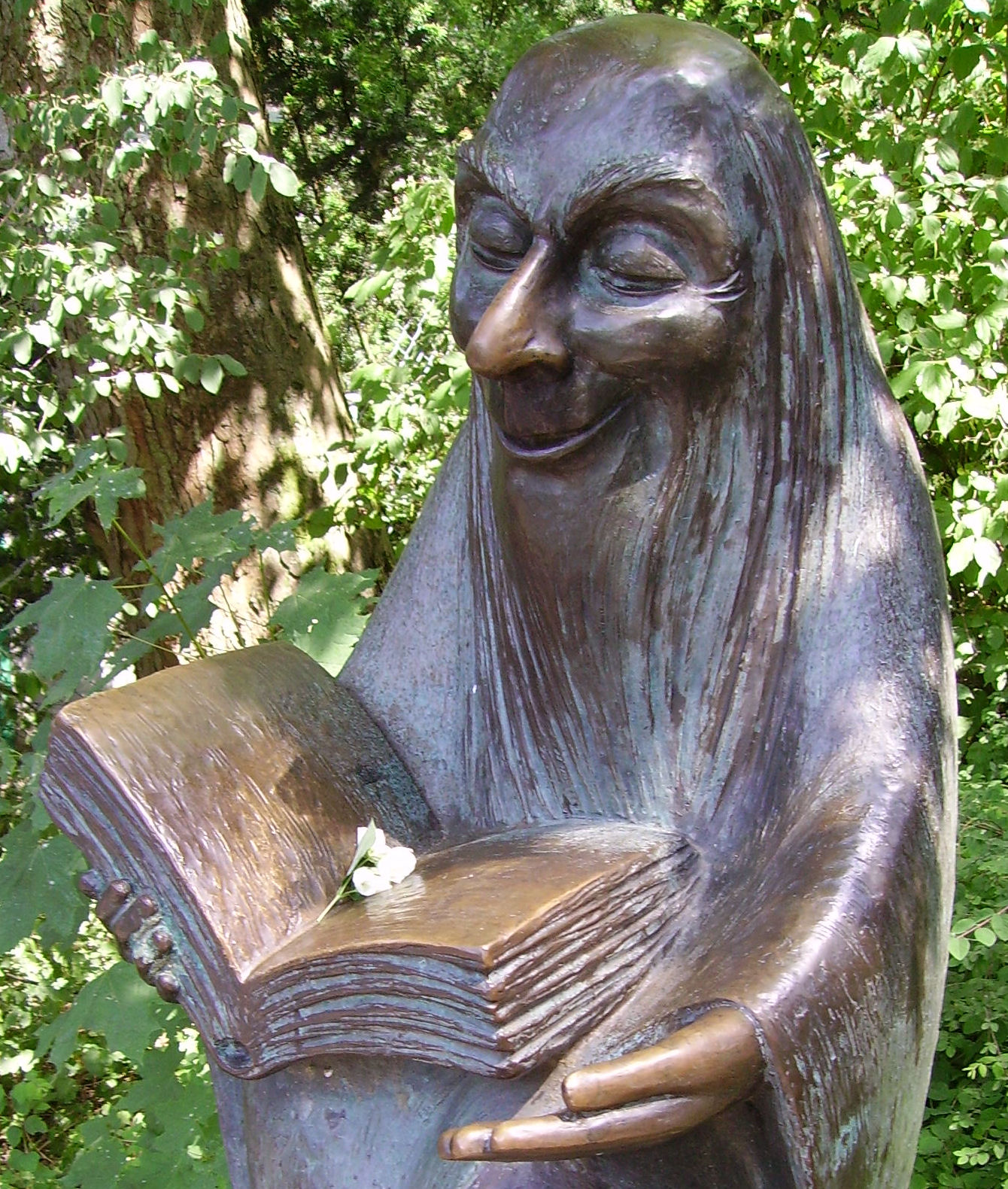
Märchenerzähler
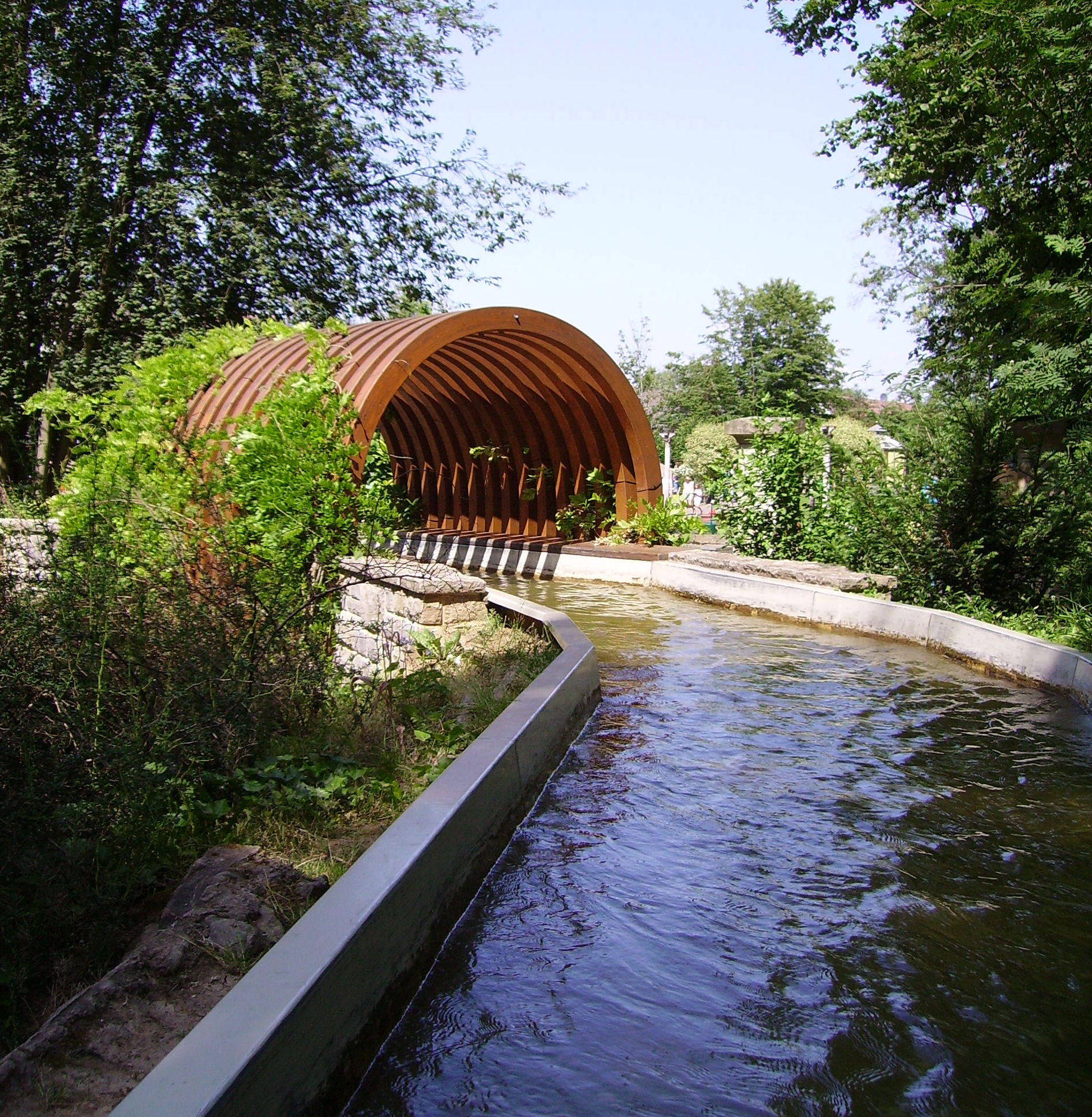
Märchenfluss

Die ersten neun Attraktionen des Märchenparks waren:
1. Hänsel und Gretel
2. Der Wolf und die sieben Geißlein
3. Aschenputtel
4. der sprechende Papagei
5. Knüppel aus dem Sack
6. Hier haben nur kleine Leute Glück
7. Pilze mit Märchenliedern
8. Goldesel
9. Frau Holle

Alle diese Attraktionen sind heute noch fast unverändert erhalten. Heute (2006) werden über 40 Märchenszenen präsentiert.

#### Steindrache

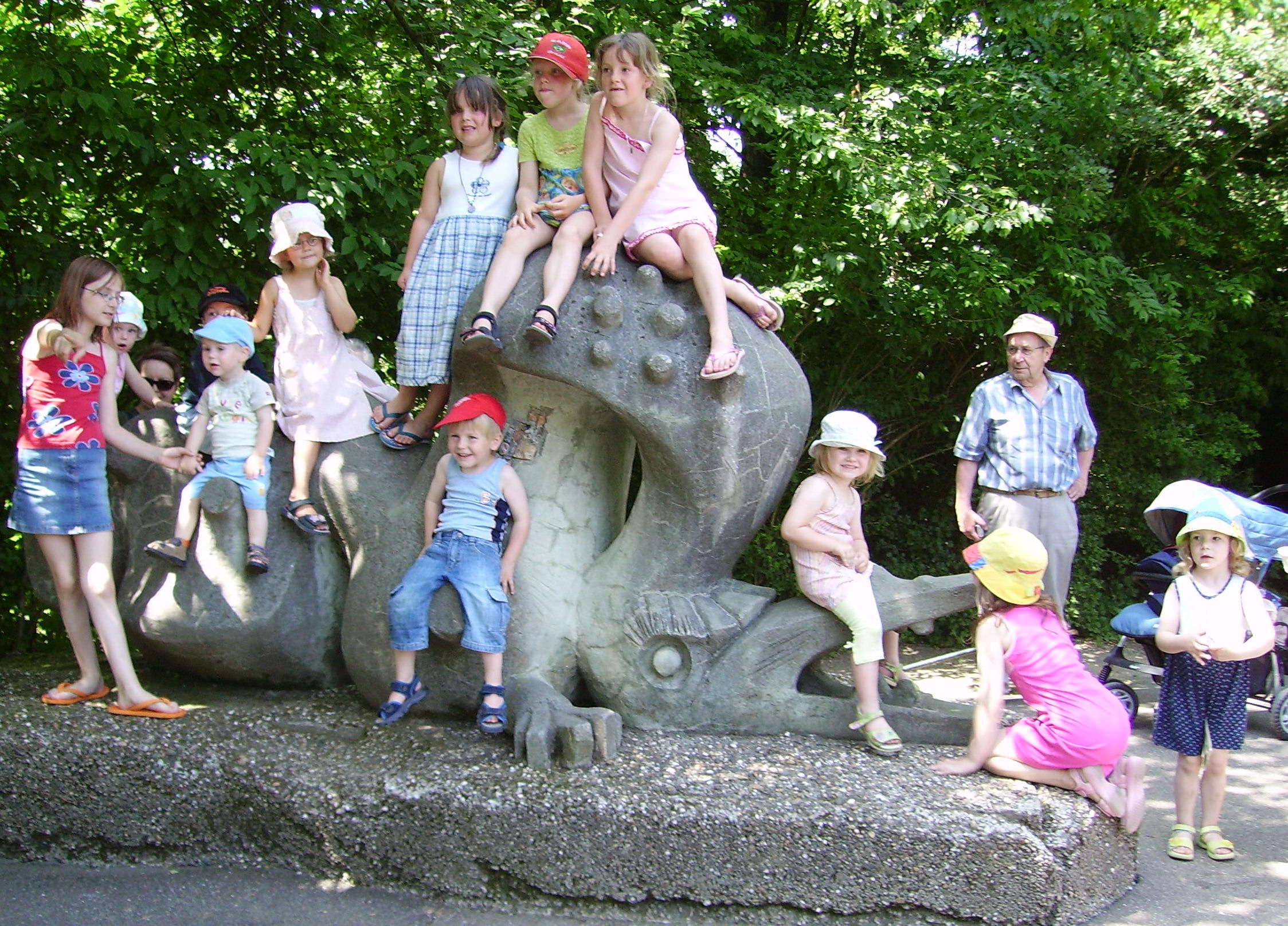
Steindrache

Am oberen Eingang zum Märchengarten befindet sich ein steinerner Drache, der ständig „Bitte Papier“ ruft. Wirft man ihm einen Fetzen Papier in den Schlund, sagt er deutlich vernehmbar: „Danke!“

#### Riese Goliath

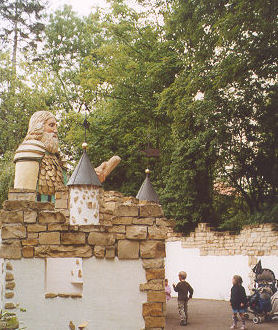
Riese Goliath

Besonders beliebt ist bei Kindern der Riese Goliath, der auf ein Klopfen am Tor seiner Burg überlebensgroß erscheint und folgende Drohung brummend von sich gibt:
Ich bin der Riese Goliath

und habe jetzt dein Klopfen satt.

Lässt du nicht gleich das Lärmen sein,

sperr ich dich in die Burg hier ein.

Dort bleibst du dann mucksmäuschenstill,

Weil ich jetzt wieder schlafen will.
Unmittelbar neben der Burg des Riesen Goliath steht eine Tafel, auf der Bezug auf das Gedicht Die Geschichte von Goliath und David in Reime bracht von Matthias Claudius genommen wird. Hier die erste Strophe:
War einst ein Riese Goliath

Gar ein gefährlich Mann!

Er hatte Tressen auf dem Hut

Mit einem Klunker dran,

Und einen Rock von Drap d’argent

Und alles so nach advenant.

#### Rapunzelturm

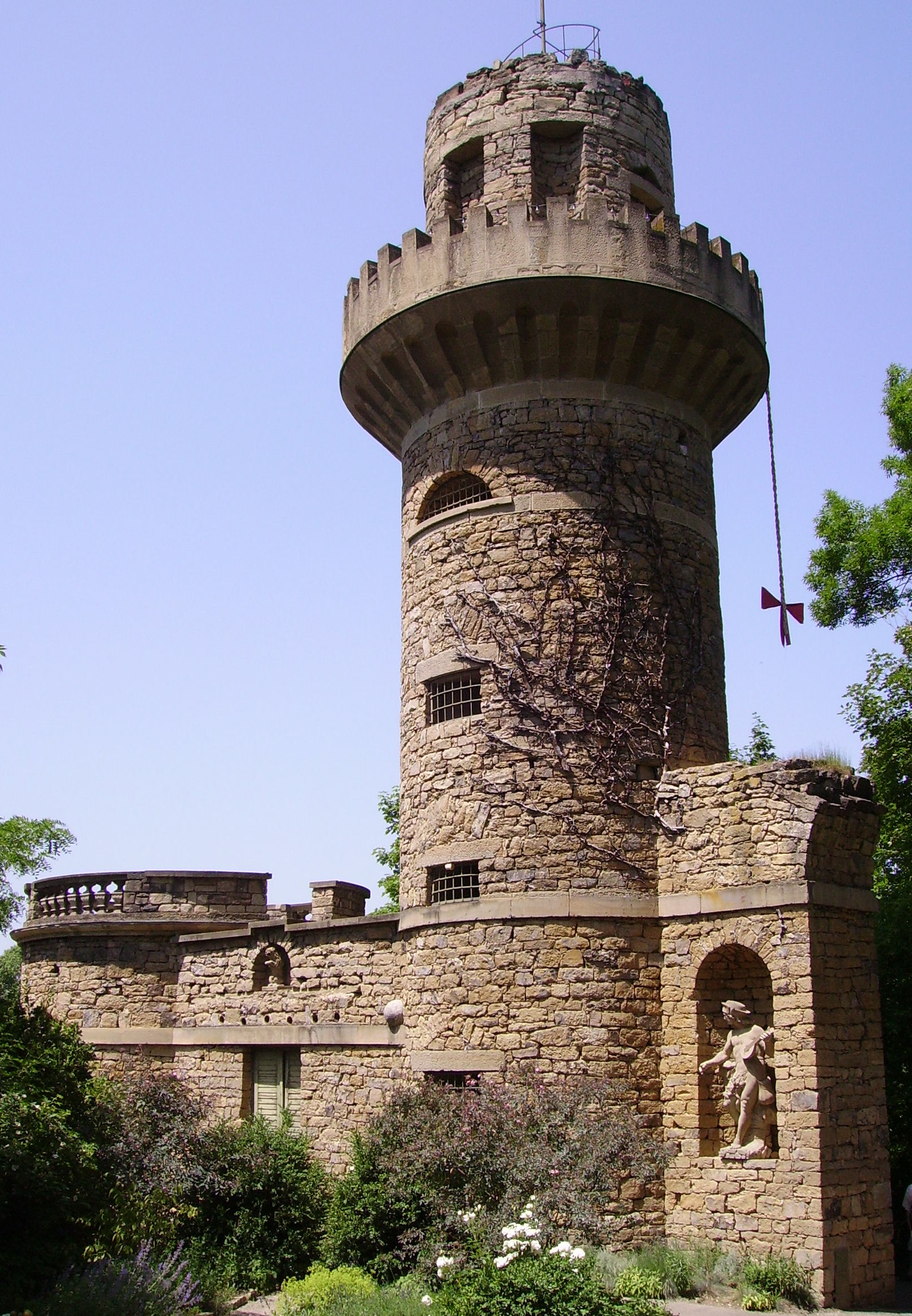
Rapunzelturm

Der Turm der Emichsburg wurde umgewidmet zum Turm, auf dem Rapunzel gefangen war. Die Kinder werden aufgefordert, laut „Rapunzel lass deinen Zopf herunter“ zu rufen, dann senkt sich von oben herab ein kräftiger Strick mit einer „Haarschleife“ herab.

## Geschichte
Beim Bau des Ludwigsburger Schlosses unter Herzog Eberhard Ludwig ab 1704 wurden nördlich und südlich des Schlosses Gärten angelegt, die unter Herzog Carl Eugen erweitert und umgestaltet wurden. Der Ostgarten entstand ab 1797 unter Herzog Friedrich II. 1828 wurden die Gärten unter König Wilhelm I. für das Volk geöffnet und landwirtschaftlich genutzt.
Aus Anlass des 250-jährigen Jubiläums von Schloss und Stadt Ludwigsburg 1954 wurden die Anlagen ab 1953 von Albert Schöchle völlig neu gestaltet, teils in historischer, teils in dem Barock frei nachempfundener Form. Die Eröffnung unter dem Namen „Blühendes Barock“ erfolgte am 23. April 1954 mit einer Jubiläumsgartenschau. Diese war sehr erfolgreich, es kamen hunderttausende Besucher, auch Bundespräsident Theodor Heuss war zu Gast. Mit den Einnahmen konnte sogar der größte Teil der Neugestaltung finanziert werden. So beschloss man, das Blühende Barock als Dauergartenschau zu betreiben. Der Märchengarten entstand 1959, die Große Broderie auf der Nordseite 1961.

## Sonstiges
Die Fernsehsendung grünzeug, die bis 2018 wöchentlich im SWR ausgestrahlt wurde, wurde auf dem Gelände des Blühenden Barocks aufgezeichnet.

## Regelmäßige Veranstaltungen
Einmal im Jahr findet ein Feuerwerk mit Musik auf dem Gelände des Blühenden Barock statt. Außerdem ist im Herbst „die weltgrößte Kürbisausstellung“ auf dem Gelände des Blühenden Barock zu Gast. Ebenfalls findet im Blühenden Barock das Straßenmusikfestival an Pfingsten sowie der „Lichterzauber“ im Sommer statt.